# 1323

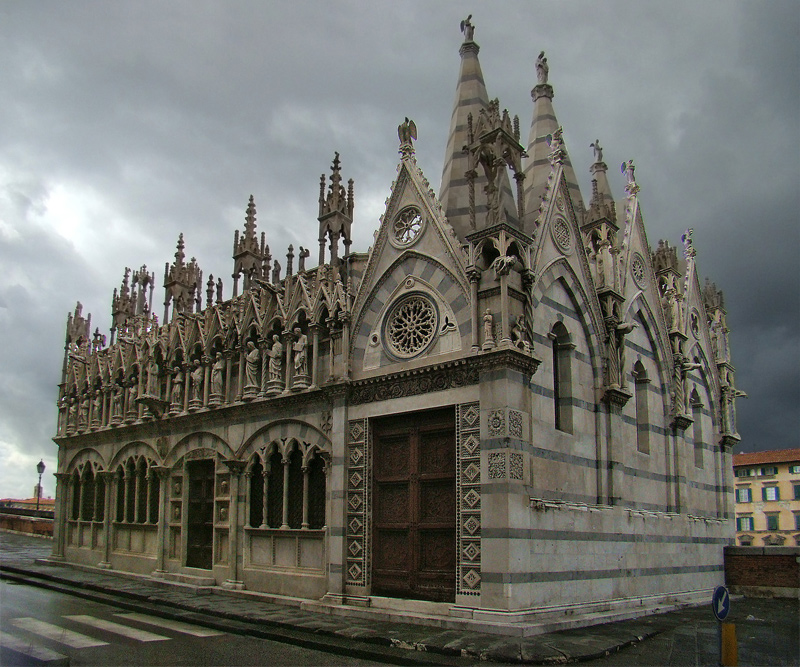
Santa Maria della Spina, Pisa, in 1323 tot de huidige vorm uitgebouwd

Het jaar 1323 is het 23e jaar in de 14e eeuw volgens de christelijke jaartelling.

## Gebeurtenissen
maart
- 6 - Vrede van Parijs: Lodewijk I van Vlaanderen en Willem III van Holland sluiten een verdrag. Vlaanderen geeft alle aanspraken op Zeeland op.
- 23 - Soldaten van de stad Borken, in dienst van bisschop Lodewijk II van Münster, nemen vele ridders van Reinoud II van Gelre, die een strooptocht door het Münsterse land maakt, gevangen
  - mei - Lodewijk II zelf wordt gevangengenomen door graaf Engelbert II van der Mark
  - november - Als onderdeel van een gesloten vrede komt Lodewijk II weer vrij. Hij breekt deze vrede echter alweer snel, verovert Bredevoort en plundert het Gelderse land.

juli
- 18 - Thomas van Aquino wordt heilig verklaard.

augustus
- 12 - Verdrag van Nöteborg: De grens tussen Zweden (in Finland) en Novgorod wordt vastgelegd.

september
- 28 - De stad Kampen krijgt van de richter van Terschelling het privilege van vrije doorvaart door het Vlie, omdat Kampen een vuurhuis op het eiland heeft laten bouwen.
- 12 - In de bul Cum inter nonnullus verklaart paus Johannes XXII het door sommige Spiritualen aangehangen idee dat Jezus en de Apostelen geen bezittingen gehad hadden tot ketterij.

najaar
- In Veurne, Sint-Winoksbergen en het Brugse Vrije in het Vlaamse kustgebied breekt een boerenopstand uit: de Opstand van Kust-Vlaanderen

zonder datum
- Reinoud II van Gelre voert rooftochten uit in het Münsterse Land
- oudst bekende vermelding: Huiswaard

## Opvolging
- Anhalt-Bernburg - Bernhard II opgevolg door zijn zoon Bernhard III
- Brandenburg - Lodewijk I, zoon van koning Lodewijk de Beier, als opvolger van Hendrik de Jonge
- China (Yuan-dynastie) - Gegeen Khan opgevolgd door Taidingdi
- patriarch van Constantinopel - Jesaias als opvolger van Gerasimus I
- Epirus - Nicolaas Orsini opgevolgd door zijn broer Johannes II Orsini
- Gorizia - Hendrik III opgevolgd door zijn zoon Jan Hendrik IV onder regentschap van diens oom Albert II en moeder Beatrix van Beieren
- Loon - Arnold V opgevolgd door zijn zoon Lodewijk VI van Chiny
- Manipur - Thaangbi Laanthaaba opgevolgd door Kongyaamba
- Naxos - Guglielmo I opgevolgd door Niccolò I
- Schwerin-Wittenburg - Niklot I opgevolgd door zijn zoons Günzel VI en Nicolaas II
- Sukhothai - Loethai opgevolgd door Nguanamthom

## Afbeeldingen

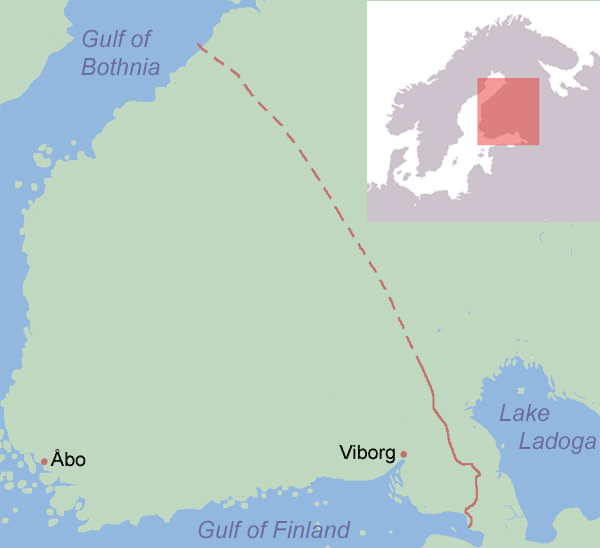
Verdrag van Nöteborg. Het onderbroken deel van de grens was hoogstens in zeer algemene termen aangegeven.

## Geboren
- 9 februari - Margaretha van Brabant, echtgenote van Lodewijk II van Vlaanderen
- 27 maart - Anna van Luxemburg, echtgenote van Otto van Oostenrijk
- 10 november - Filips van Bourgondië, Frans edelman
- Haring Haringsma, Fries edelman
- Robert van Namen, Zuid-Nederlands edelman
- Nicolaas van Oresme, Frans filosoof (jaartal bij benadering)

## Overleden
- 18 januari - Catharina van Oostenrijk (27), Duits edelvrouw
- 19 juni - Mechtild van Nassau (~43), Duits hertogin en paltsgravin
- 26 december - Bernhard II van Anhalt (~63), Duits edelman
- Andrew Harclay, Engels edelman
- Guglielmo I, hertog van Naxos
- Hendrik III (~60), graaf van Gorizia
- Isabella van Bourgondië (~53), echtgenote van Rudolf I
- Niklot I van Schwerin, Duits edelman
- Otto van Ahaus, Duits edelman
- Song Gongdi (~52), keizer van Song (China) (1274-1276)